# Sens mystique
 (avril 2024).
Si vous disposez d'ouvrages ou d'articles de référence ou si vous connaissez des sites web de qualité traitant du thème abordé ici, merci de compléter l'article en donnant les références utiles à sa vérifiabilité et en les liant à la section « Notes et références ».
Le sens mystique désigne généralement :
- dans le judaïsme, le sod, terme kabbalistique, encore appelé sens secret,
- dans le christianisme, le sens anagogique, l'un des quatre sens de l'Écriture.